# Jesús Serrano Fuentes
Jesús Serrano Fuentes (20 de diciembre de 1997) es un atleta internacional español nacido en Madrid y especializado en 400 metros lisos, y forma parte del club Club Atletismo Unicaja Paraíso Interior.
Entrena en las pistas de atletismo del CAR de Madrid a las órdenes de Antonio Serrano Sánchez.

## Palmarés
Jesús consiguió la medalla de plata en Bakú (Azerbaiyán) en los Trials Olímpicos Europeos de la Juventud (nombre original de la prueba: European Youth Olympic Trials).
Además, fue 8.º en los II Juegos Olímpicos de la Juventud (celebrados en Nankín en agosto de 2014), y 5.º en el 23º Campeonato de Europa Júnior (celebrado en Eskilstuna en julio de 2015).
Jesús Serrano es también 5 veces campeón de España del 400 metros y posee el récord de España júnior de 400 metros lisos de pista cubierta (47.67; Velodrome Lluis Puig, Valencia).
Es el tercer atleta más rápido de la historia en el 400 lisos juvenil y, además, tiene el récord del Campeonato de España juvenil con una marca de 47.63 del 20 de julio de 2014 en Valladolid.
Ostenta la séptima mejor marca júnior de todos los tiempos en categoría júnior (47.12).

## Mejores marcas personales
| Distancia | Marca                    | Fecha      | Lugar               |
| --------- | ------------------------ | ---------- | ------------------- |
| 60 m PC   | 6.92                     | 24/01/2015 | Madrid              |
| 100 m AL  | 10.87                    | 07/06/2014 | Madrid              |
| 200 m AL  | 21.47                    | 20/02/2016 | Madrid              |
| 400 m PC  | 47.67 (récord de España) | 08/03/2015 | Valencia            |
| 400 m AL  | 47.12                    | 17/07/2015 | Eskilstuna (Suecia) |